# Свіден Тауншип (округ Поттер, Пенсільванія)
Свіден Тауншип (англ. Sweden Township) — селище (англ. township) в США, в окрузі Поттер штату Пенсільванія. Населення — 867 осіб (2020).

## Демографія
Згідно з переписом 2010 року, у селищі мешкали 872 особи в 347 домогосподарствах у складі 258 родин. Було 641 помешкання
Расовий склад населення:
| - 97,7 % — білих - 0,6 % — корінних американців - 0,2 % — чорних або афроамериканців - 0,2 % — азіатів |

До двох чи більше рас належало 0,9 %. Частка іспаномовних становила 2,1 % від усіх жителів.
За віковим діапазоном населення розподілялося таким чином: 24,8 % — особи молодші 18 років, 57,0 % — особи у віці 18—64 років, 18,2 % — особи у віці 65 років та старші. Медіана віку мешканця становила 41,6 року. На 100 осіб жіночої статі у селищі припадало 115,3 чоловіків;  на 100 жінок у віці від 18 років та старших — 108,3 чоловіків також старших 18 років.
Середній дохід на одне домашнє господарство  становив 61 578 доларів США (медіана — 56 827), а середній дохід на одну сім'ю — 68 333 долари (медіана — 64 875). Медіана доходів становила 43 000 доларів для чоловіків та 30 391 долар для жінок. За межею бідності перебувало 7,7 % осіб, у тому числі 15,7 % дітей у віці до 18 років та 1,8 % осіб у віці 65 років та старших.
Цивільне працевлаштоване населення становило 361 особа. Основні галузі зайнятості: освіта, охорона здоров'я та соціальна допомога — 25,8 %, виробництво — 16,1 %, сільське господарство, лісництво, риболовля — 10,2 %, роздрібна торгівля — 8,9 %.